# KSStV Alemannia München
Die Katholische Süddeutsche Studentenverbindung (KSStV) Alemannia zu München im Kartellverband katholischer deutscher Studentenvereine (KV) ist eine nichtschlagende, farbenführende katholische Studentenverbindung. Die Prinzipien der Verbindung sind Religion (religio), Freundschaft (amicitia), Wissenschaft (scientia) sowie das Lebensbundprinzip.
Sie vereint Studenten und ehemalige Studenten der Ludwig-Maximilians-Universität, der Technischen Universität München und der Universität der Bundeswehr München als auch der zahlreichen Münchner Hochschulen. Ihre Mitglieder werden Münchner Alemannen genannt.

## Couleur

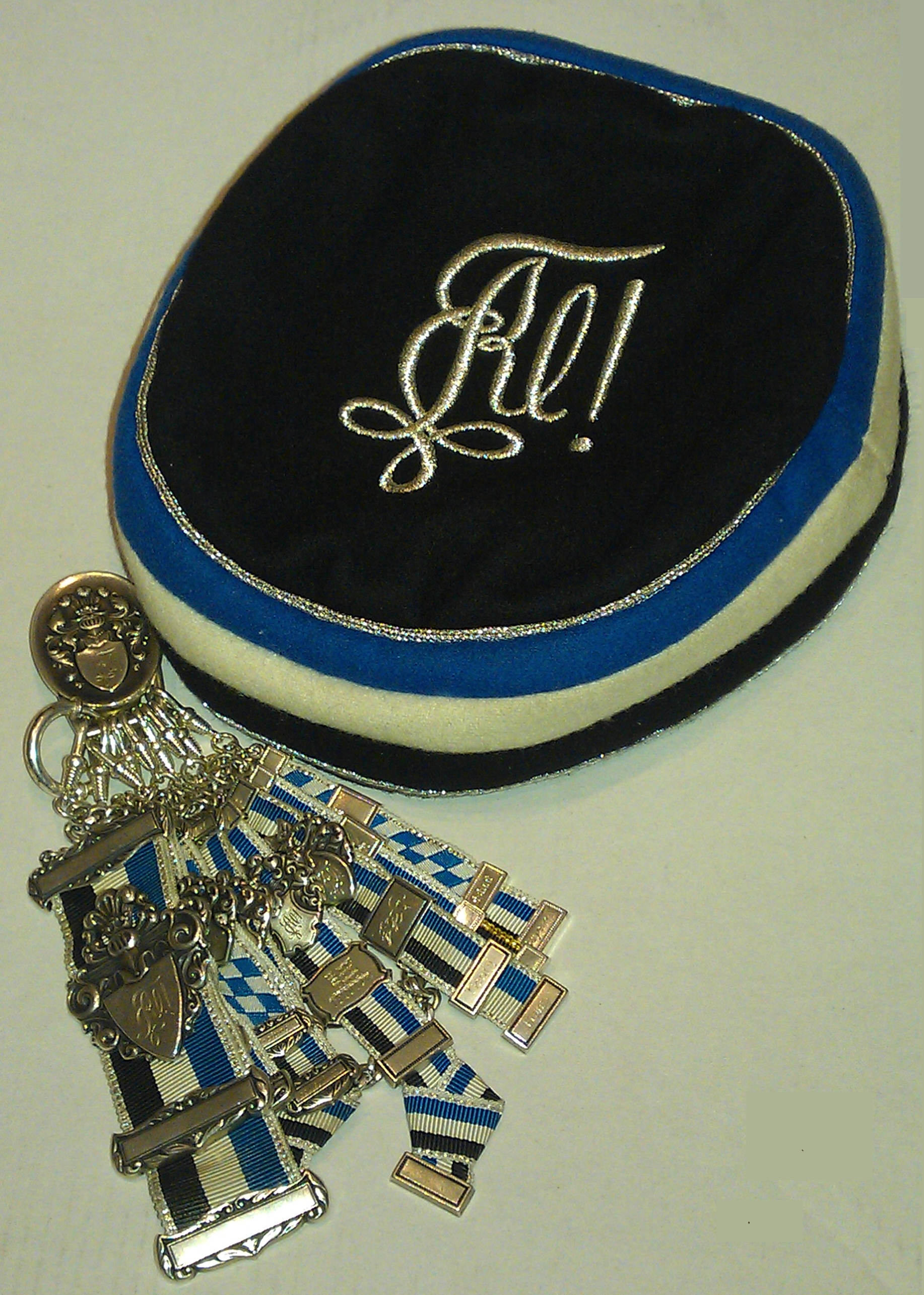
Zipfbund und Tönnchen eines Alemannen

Die Farben der Alemannia sind Blau-Weiß-Schwarz, als farbenführende Verbindung werden sie von den Mitgliedern jedoch nicht getragen. Seit der Gründungszeit im SKV tragen die Münchner Alemannen ein Tönnchen als Hinterhauptcouleur, mit blauem oder schwarzem Deckel und silberner Zirkelstickerei. In jüngster Zeit hat sich der schwarze Deckel vermehrt durchgesetzt.
Da im SKV-KV Verschmelzungsvertrag von 1920 den Vertragsparteien ihre jeweiligen Eigenheiten zugebilligt wurden, wird das Tragen des Tönnchens durch den Kartellverband akzeptiert.

## Geschichte
Am 11. Januar 1876 wurde Alemannias Mutterverbindung KStV Normannia in Würzburg gegründet. Am 27. November 1881 wurde von drei in München studierenden Normannen und acht Pfälzern der Studentenverein „Normannia“ gegründet. Als Farben nahm man Blau-Weiß-Rot und gab sich den Wahlspruch „fides, scientia, amicitia“
Im Januar 1882 erfolgte eine erste Namensänderung in Rhenania, um der Verwechslung mit einem „Corps Normannia“ zu entgehen. Der endgültige Name Alemannia wurde am 3. Juni 1883 angenommen, um den Eindruck einer rein pfälzischen Verbindung zu vermeiden. Ebenfalls im Jahr 1881 bildeten die beiden Verbindungen aus Würzburg und München den Kartellverband der katholischen süddeutschen Studentenvereine (SKV).
Zum zehnten Stiftungsfest wurde der Philisterverein gegründet. 1899 gab man sich den neuen bis heute gebräuchlichen Wahlspruch „in unitate robur!“. Kurz vor dem Ersten Weltkrieg war die Aktivitas der Alemannia mit über 100 Mitgliedern so groß, dass man sie teilte und mit dem KStV Karolingia eine erste Tochterverbindung gründete. Der Ausbruch des Ersten Weltkriegs ließ einen geregelten Aktivenbetrieb nicht mehr zu, man musste 1915 das Vereinsleben bis 1919 aufgeben.
Nach der Wiedereröffnung wurde ein Hausbauverein gegründet, da man nicht länger von Lokal zu Lokal ziehen wollte. Am 1. April 1920 wurde der Verschmelzungsvertrag des Kartellverbands der katholischen süddeutschen Studentenvereine (SKV) mit dem Kartellverband katholischer deutscher Studentenvereine (KV) vom 18. Dezember 1919 ratifiziert, Alemannia wurde so zu einer KV-Verbindung. Die Alemannia stand drei Mal dem KV als präsidierende Verbindung (Vorort) vor, 1952/53, 1986/87 und 1992/93. 1927 konnte man das heutige Verbindungshaus in der Kaulbachstraße erwerben.
Im Wintersemester 1932/33 wurde aus Ablehnung der nationalsozialistischen Gruppierungen der Zusatz „Die Mitgliedschaft zu einer Partei ist verboten, solange deren weltanschauliche Einstellung von den kirchlichen Oberbehörden als unvereinbar mit der katholischen Kirche erklärt wird“ in die Satzung aufgenommen. 1935 wurden auf staatliche Anordnung sämtliche Studentenverbände aufgelöst und ein Jahr später beschloss auch Alemannia den Betrieb auszusetzen, aber löste sich bewusst nicht auf. 1938 verlor Alemannia ihr Haus und ein Jahr später wurde das Vermögen des Philisterverbands als „volks- und staatsfeindliches Vermögen“ eingezogen. Das Haus wurde daraufhin ab November 1938 von der Kameradschaft Feldherrnhalle (deren Altherrenschaft die vormalige Wehrschaft Palaio-Germania München bildete) genutzt.
Nach der Wiederbegründung des Philisterverbands 1946 konnte zum Wintersemester 1948/49 der Aktivenbetrieb mit 23 Neumitgliedern wieder aufgenommen werden. Bis in die 60er Jahre blühte das Verbindungsleben neu auf und erreichte 1968 mit 120 Aktiven einen Höchststand.
2001 wurde auf Initiative des Philisterseniors der Kreis „Katholische Korporationen München“ gegründet. In den KKM sind alle KV und CV Verbindungen Münchens sowie KBStV Rhaetia München als Gast organisiert.
2015 erregte eine Fehde der Verbindung mit dem Hofbräukeller öffentliche Aufmerksamkeit. Das Gasthaus hatte nach wiederholten Zwischenfällen bei der Bewirtung von Studentenverbindungen eine Reservierungsanfrage der Alemannia abgelehnt. Diese veröffentlichte den Vorgang innerhalb der Szene, woraufhin die Gaststätte in Onlineportalen tausende negative Bewertungen und Drohungen erhielt.

## Kartellverband der katholischen süddeutschen Studentenvereine (SKV)
Noch im Gründungsjahr 1881 fixierten Normannia und Alemannia (damals auch noch Normannia) ihr Verhältnis und bildeten den Kartellverein Süddeutscher Studentenverbindungen. Die Aufnahme der Rhaetia München scheiterte an deren Wunsch Farben zu tragen. Neben den zwei Gründungsbünden traten später noch ihre Tochterverbindungen, der KStV Germania Freiburg (Beitritt 1897), der KStV Ripuaria Heidelberg (1899), der KStV Rheno-Frankonia Straßburg (1910) und der KStV Karolingia (1912), dem SKV bei. Zu Kriegsbeginn 1914 hat der SKV ca. 1500 Mitglieder in 6 Verbindungen, darunter 450 Alemannen.
Am 1. April 1920 wird der Verschmelzungsvertrag zwischen SKV und KV durch die Philisterverbände ratifiziert. Vor allem Germania und Ripuaria drängten auf den Zusammenschluss, da sie zu wenig Nachwuchs aus Bayern bekamen und auch Norddeutsche Studenten aufnehmen wollten.
Laut Vertrag haben die Verbindungen all ihre Rechte behalten, so darf Alemannia das Tönnchen tragen und ist wie Normannia Würzburg den anderen KV Gründungsvereinen gleichgestellt, ferner erfolgte die Verschmelzung unter Wahrung der süddeutschen Eigenart.

## Tochterverbindungen
- 1912 KStV Karolingia München
- 1987 KStV Barbarossa Kaiserslautern (heute wieder zu München[10])
- 1987 KStV Rupertia Kempten
- 1995 Münchner Schülerverbindung Monacensia

## Verbindungshaus

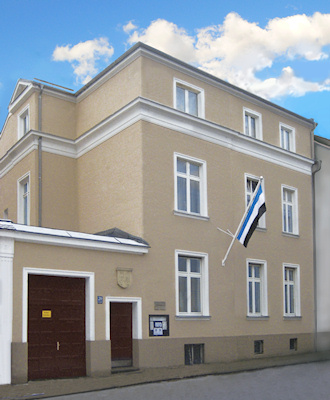
Alemannenhaus

Das Verbindungshaus in der Kaulbachstraße 20 stammt aus der Mitte des 18. Jh. und wurde für die Familie Cornelius erbaut. Zunächst für Peter von Cornelius, später bewohnte das Haus sein Neffe Peter Cornelius.
1927 kaufte die Alemannia das Haus von Prof. Dr. Hans Cornelius, Ordinarius für Philosophie an der Universität Frankfurt und begann mit einem zweijährigen Umbau des Wohnhauses zu einem Verbindungshaus. Es entstand ein Saalbau und ein Schenke im Erdgeschoss, ein Kneipsaal und eine Kegelbahn im Keller sowie eine Faxwohnung im zweiten Stock.
1929 weihte der Münchner Erzbischof Kardinal Ritter von Faulhaber das Haus im Rahmen des 48. Stiftungsfestes. Die Münchner Philister stifteten zu diesem Anlass das heutige Prunkwappen. Im gleichen Jahr wurde auch die aktuelle Alemannenhütte in Lenggries das erste Mal angemietet.

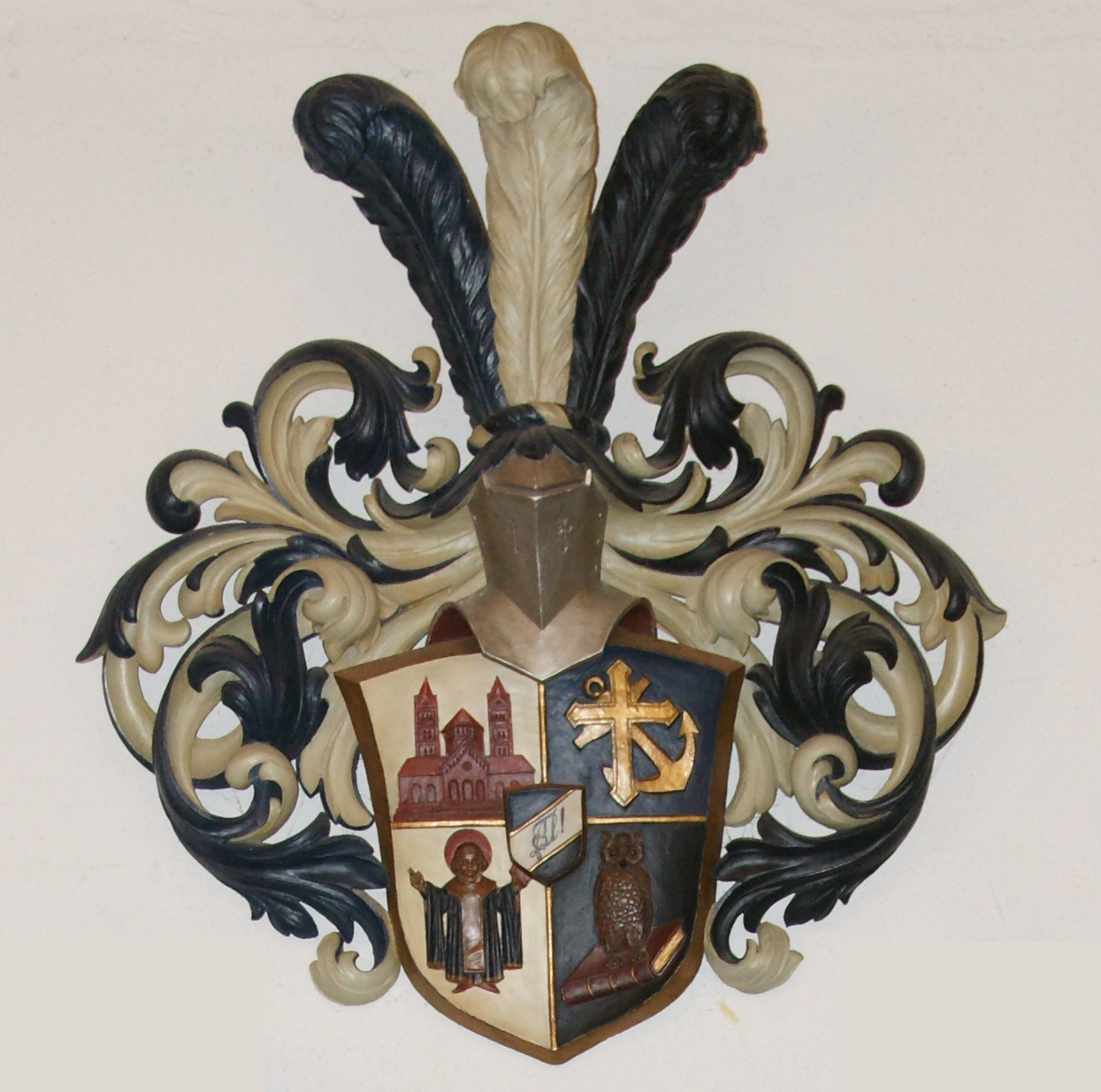
Prunkwappen der Alemannia

Auf besondere Weisung des SS-Führers Heinrich Himmler, der kurioserweise Alter Herr bei PC Apollo im Nachbarhaus war, wurden alle Studentenverbindungen verboten und enteignet. Das Haus durfte ab Juli 1938 nicht mehr betreten werden, es gelang jedoch einigen Mitgliedern, nachts in das Haus einzusteigen und Couleur (u. a. Gründungsfahne und Prunkwappen) sowie die Mitgliedslisten zu sichern.
Neuer Hausherr wurde die NS-Kameradschaft „Feldherrnhalle“.
Erst 1949 erhielt der Philisterverband das Alemannenhaus als Eigentum zurück und begann mit zweijährigen Renovierungsarbeiten, um die Kriegsschäden eines Bombentreffers von 1944 zu beseitigen. Nach Abschluss der Arbeiten weihte Kardinal Ritter von Faulhaber 1951 das Haus ein zweites Mal. Da das Alemannenhaus als eines der wenigen katholischen Verbindungshäuser Münchens im Krieg nicht völlig zerstört wurde, bot es zahlreichen Korporationen zeitweise eine Heimat. So wurde Franz Josef Strauß auf einer Kneipe der KDStV Tuiskonia im Alemannenkeller als Bursch aufgenommen.
In den 1990er Jahren wurde abermals renoviert und umgebaut, der Saal erhielt einen eigenen Eingang sowie Toiletten. Nach Auszug des letzten Fax wurde dessen alte Wohnung zu weiteren Studentenzimmern umgebaut. Im Thekenraum wurde die neue Theke, die längste Verbindungstheke Münchens, eingebaut.

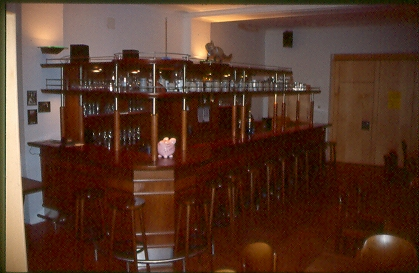
Theke im Alemannenhaus

## Bekannte Mitglieder
Während ihres Studiums wurden folgende Personen Mitglied der Alemannia:
- Jakob Friedrich Bussereau (1863–1919), katholischer Geistlicher und Ordensgründer
- Adolf Dyroff (1866–1943), deutscher Theologe und Philosoph
- Otmar Emminger (1911–1986), Präsident der Deutschen Bundesbank
- Albert Finck (1895–1956), rheinland-pfälzischer Kultusminister
- Max Gögler (1932–2011), Regierungspräsident Tübingen
- Andreas Grieser (1868–1955), Staatssekretär
- Gerhard G. Habermehl (1931–2010), deutscher Chemiker
- Gustav Häring (1927–2019), Polizeipräsident von München
- Albert Hauser (* 1950), sächsischer Staatssekretär
- Georg Heim (1865–1938), Gründer der Bayerischen Volkspartei[11]
- Franz-Ludwig Knemeyer (* 1937), deutscher Rechtswissenschaftler
- Harald Kühn (* 1963), Mitglied des Bayerischen Landtages (CSU)
- Heinrich List (1915–2018), Präsident des Bundesfinanzhofs
- Erwin Lohner (* 1962), Regierungspräsident von Schwaben
- Wilhelm Lossos (1915–1989), Präsident des Bayerischen Verfassungsgerichtshofs
- Engelbert Niebler (1921–2006), Richter des BVerfG
- Ludwig Nieder (1880–1922), deutscher Sozialreformer und Arbeiterseelsorger
- Anton Mayer-Pfannholz (1891–1982), Hochschulrektor und bayerischer Heimatforscher
- Anton Scharnagl (1877–1955), deutscher Theologe und Politiker
- Karl Scharnagl (1881–1963), Oberbürgermeister Münchens
- Roland Seffrin (1905–1985), deutscher Pädagoge und Politiker
- Max Streibl (1932–1998), bayerischer Ministerpräsident
- Andreas Winhart (* 1983), Betriebswirt und Mitglied des Bayerischen Landtages (AfD) (Ausschluss 2018)
- Franz-Christoph Zeitler (* 1948), Vizepräsident der Deutschen Bundesbank

## Ehrenmitglieder
Die Alemannia verlieh folgenden Personen eine Ehrenmitgliedschaft:
- Benedikt XVI. (1927–2022), Papst und ehem. Erzbischof von München und Freising
- Franziskus Kardinal von Bettinger (1850–1917), Kardinal und Erzbischof von München und Freising
- Julius August Kardinal Döpfner (1913–1976), Kardinal und Erzbischof von München und Freising
- Michael Kardinal von Faulhaber (1869–1952), Kardinal und Erzbischof von München und Freising
- Alfons Goppel (1905–1991), bayerischer Ministerpräsident
- Thomas Goppel (* 1947), bayerischer Kultusminister
- Reinhard Kardinal Marx (* 1953), Kardinal und Erzbischof von München und Freising
- Sigismund Felix von Ow-Felldorf (1855–1936), Bischof von Passau
- Prälat Michael Schmaus (1897–1993), Prorektor der LMU
- Karl Wasserrab (1851–1916), deutscher Wirtschaftswissenschaftler und Sozialreformer
- Joseph Kardinal Wendel (1901–1960), Kardinal und Erzbischof von München und Freising
- Friedrich Kardinal Wetter (* 1928), Kardinal und Erzbischof von München und Freising
- Notker Wolf OSB (1940–2024), Abtprimas der Benediktinische Konföderation